# أمير أباد (ريغستان)
امیر أباد (بالإنجليزية: Amirabad, Ardestan)‏ هي قرية تقع في إيران في قسم ریغستان الريفي. يقدر عدد سكانها بـ 51 نسمة .